# Colorhamphus parvirostris
Colorhamphus parvirostris là một loài chim trong họ Tyrannidae.